# Xã West Boone, Quận Bates, Missouri
Xã West Boone (tiếng Anh: West Boone Township) là một xã thuộc quận Bates, tiểu bang Missouri, Hoa Kỳ. Năm 2010, dân số của xã này là 715 người.